# Les Sorts (Serradell)
Les Sorts és un paratge del terme municipal de Conca de Dalt, a l'antic terme de Toralla i Serradell, al Pallars Jussà, en territori que havia estat del poble de Serradell.
Està situat a la dreta del riu de Serradell, al sud-est del poble d'aquest nom. És al sud-oest dels Horts i al nord-oest de Fontfreda.